# Bridelia ferruginea
Bridelia ferruginea är en emblikaväxtart som beskrevs av George Bentham. Bridelia ferruginea ingår i släktet Bridelia och familjen emblikaväxter. Inga underarter finns listade i Catalogue of Life.